# Monument a Eusebi Güell
El Monument a Eusebi Güell és un monument al nucli de la Pobla de Lillet (Berguedà) catalogat l'Inventari del Patrimoni Arquitectònic de Catalunya. Medalló amb l'efígie del senyor Güell, emmarcat en un conjunt de pedra constituït per un mur frontal, una placa explicativa, un estanyol, una font per beure, arbres i dos bancs. Tot plegat funciona com a monument i lloc d'estar i espai ornamental. El senyor Güell, amb la construcció de la seva fàbrica de ciment prop de la Pobla, feu un paper important en la història recent de la vila. El 25 de juliol de 1924, es va col·locar la primera pedra del seu monument commemoratiu i el 25 de juliol de 1926 es va inaugurar.